# BEFORE I DECAY
「BEFORE I DECAY」（ビフォー・アイ・ディケイ）は、the GazettEの楽曲。流鬼が作詞、the GazettEが作曲を手掛けた。the GazettEの15枚目のシングルとして2009年10月7日にキングレコードから発売された。

## 解説
本曲は、アメリカ合衆国の映画『ワイルド・スピード MAX』イメージソングに起用され、後日2011年3月9日稼働のGuitarFreaks&DrumMania XG2 Groove to Liveに収録された。

## 収録曲
1. BEFORE I DECAY 
（作詞:流鬼/作曲:the GazettE）
RUKI原曲。
2. 瞞し 
（作詞:流鬼/作曲:the GazettE）
RUKI原曲。